# Ursa Major (album)
Ursa Major è il quarto album del gruppo statunitense Third Eye Blind, pubblicato dall'etichetta discografica Mega Collider il 18 agosto 2009.

## Tracce
(Tutte scritte da Stephan Jenkins, tranne dove diversamente indicato)
1. Can You Take Me (Jenkins, Tony Fredianelli) - 3:21
2. Don't Believe a Word (Jenkins, Fredianelli) - 4:01
3. Bonfire (Jenkins, Fredianelli) - 4:08
4. Sharp Knife (Jenkins, Fredianelli) - 4:27
5. One in Ten - 2:51
6. About to Break (Jenkins, Ari Ingber) - 3:56
7. Summer Town - 4:52
8. Why Can't You Be - 5:25
9. Water Landing - 4:30
10. Dao of St. Paul - 4:05
11. Monotov's Private Opera - 4:19
12. Carnival Barker (Jenkins, Fredianelli) - 1:24